# Konservativ ungdom
Konservativ ungdom var namnet på ett emot Allmänna Valmansförbundet i Stockholm lojalt ungdomsförbund. Det bildades 1933 som en reaktion på Sveriges Nationella Ungdomsförbunds radikalisering, och uppgick 1934 i Ungsvenskarna.